# Минамиавадзи
Минамиавадзи (яп. 南あわじ市 Минамиавадзи-си) — город в Японии, находящийся в префектуре Хиого. Площадь города составляет 229,23 км², население — 47 849 человек (1 августа 2014), плотность населения — 208,74 чел./км².

## Географическое положение
Город расположен на острове Авадзи в префектуре Хиого региона Кинки. С ним граничат города Сумото, Наруто.

## Население
Население города составляет 47 849 человек (1 августа 2014), а плотность — 208,74 чел./км². Изменение численности населения с 1980 по 2005 годы:
| 1980 | 57 744 чел. |  |
| 1985 | 57 690 чел. |  |
| 1990 | 57 526 чел. |  |
| 1995 | 56 664 чел. |  |
| 2000 | 54 979 чел. |  |
| 2005 | 52 283 чел. |  |

## Символика
Деревом города считается Pinus thunbergii, цветком — нарцисс.